# Peter Marshall
Ralph Pierre LaCock, más conocido por su nombre artístico Peter Marshall (Huntington, Virginia Occidental, 30 de marzo de 1926-Los Ángeles, California, 15 de agosto de 2024), fue una personalidad de la televisión y la radio estadounidense, cantante y actor. Fue el anfitrión original de The Hollywood Squares, de 1966 a 1981.